# Булката!
„Булката!“ (на английски: The Bride!) е предстоящ американски научнофантастичен филм на ужасите от 2025 г. на режисьора Маги Джилънхол по неин сценарий. Във филма участват Пенелопе Круз, Крисчън Бейл, Джеси Бъкли, Питър Сарсгард, Анет Бенинг и Джейк Джилънхол. Филмът е вдъхновен от филма „Булката на Франкенщайн“ през 1935 г., който е адаптация на книгата „Франкенщайн“ от Мери Шели през 1818 г.
Филмът е насрочен да излезе по кината в Съединените щати на 3 октомври 2025 г., разпространен от „Уорнър Брос Пикчърс“.

## Актьорски състав
- Пенелопе Круз – Мирна
- Крисчън Бейл – майката на Франкенщайн
- Джеси Бъкли – булката на чудовището
- Питър Сарсгард – детектив
- Анет Бенинг
- Джулиън Хоу
- Джон Магаро
- Джийни Бърлин
- Джейк Джилънхол